# Ляди (Клинцівський район)
Ляди - селище в Клинцівському районі Брянської області, у складі Смотровобудського сільського поселення.

## Географія
Знаходиться в західній частині Брянської області на відстані приблизно 9 км на південь-південний схід по прямій від залізничного вокзалу станції Клинці.

## Історія
Населений пункт згадувався з 1930-х років. На карті 1941 року відзначений як поселення з 35 дворами.

## Населення
Чисельність населення: 14 осіб у 2002 році (росіян 100 %), 2 особи у 2010.